# Люксембург
Люксембу́рг (люкс. Lëtzebuerg, МФА: [ˈlətsəbuəɕ], прослушатьо файле; фр. Luxembourg; нем. Luxemburg), официально — Вели́кое Ге́рцогство Люксембу́рг (люкс. Groussherzogtum Lëtzebuerg, МФА: [ˈgʀəʊsˌhɛχtsoːktuːm ˈlətsəbuəɕ]; фр. Grand-Duché de Luxembourg, МФА: [ɡʁɑ̃ dyʃe də lyksɑ̃buʁ]; нем. Großherzogtum Luxemburg, МФА: [ˈɡʁoːshɛʁtsoːktuːm ˈlʊksm̩bʊʁk]) — государство (великое герцогство) в Западной Европе. Граничит с Бельгией на севере, с Францией на западе и юге, с Германией на востоке. Не имеет выхода к морю.
Общая площадь Люксембурга составляет 2586,4 км², что делает его одним из самых маленьких суверенных государств в Европе. Люксембург — многонациональное государство с широким этнокультурным, языковым, религиозным, расовым и национальным многообразием. По состоянию на 1 января 2023 года, население Люксембурга составляло 660 809 человек, из них 347 402 человека люксембуржцев (52,57 % населения) и 313 407 человек иммигрантов (47,43 % населения).
Столица — Люксембург. Официальные языки — люксембургский, французский и немецкий.
Член-соучредитель Европейского союза с 1957 года, также является членом НАТО, ОЭСР и ООН. Вместе с Бельгией и Нидерландами входит в состав Бенилюкса.
Страна обладает самой малочисленной армией в НАТО, а по своей площади является вторым (после Мальты) самым маленьким государством ЕС.

## География

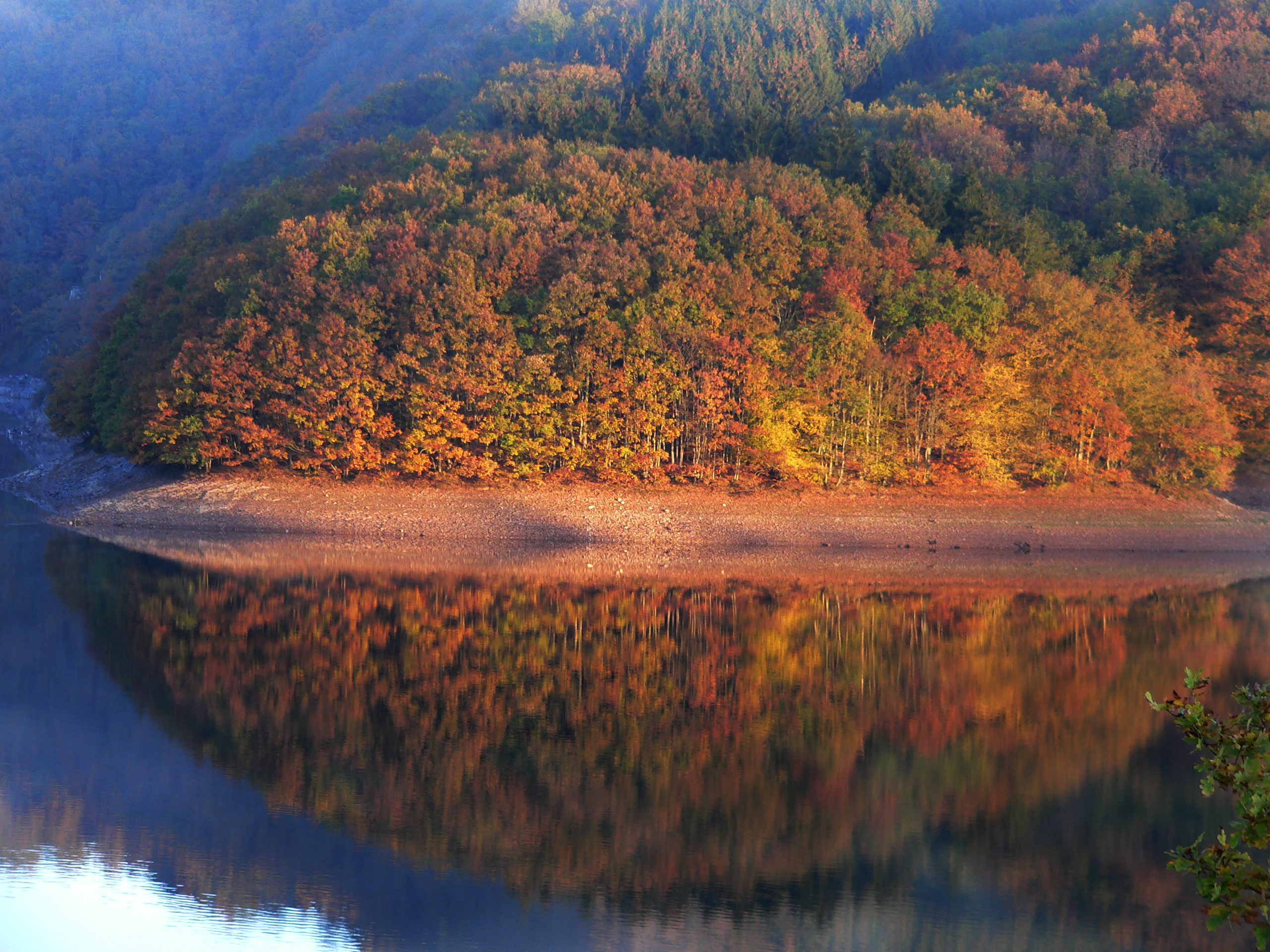
Природа Люксембурга осенью

Страна расположена в Западной Европе, граничит с Бельгией, Германией и Францией. На востоке страна ограничивается рекой Мозель. Рельеф — в основном холмистая возвышенная равнина, на севере которой возвышаются отроги Арденн (высшая точка — холм Кнайфф, 560 м). Общая площадь страны — немногим более 2586 км². По размеру территории она сопоставима с Москвой после расширения её территории.

## Административное деление

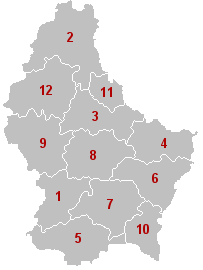
Кантоны Люксембурга

В административном отношении Люксембург делится на 12 кантонов, а кантоны — на 116 коммун.
До октября 2015 года существовало также деление на три округа.
Бывший округ Дикирх
- Клерво
- Реданж
- Дикирх
- Вианден
- Вильц

Бывший округ Гревенмахер
- Эхтернах
- Гревенмахер
- Ремих

Бывший округ Люксембург
- Капеллен
- Эш-сюр-Альзетт
- Люксембург
- Мерш

## История

### Древнейшая история
Древнейшие следы обитания людей на территории Люксембурга относятся к верхнему палеолиту и датируются примерно 35 000 годом до н. э. Древнейшие артефакты этого периода — украшенные кости, обнаруженные в Этрингене.
Постоянные поселения с домами появляются в эпоху неолита, в 5-м тысячелетии до н. э. Следы таких поселений обнаружены на юге Люксембурга, в городе Аспельт, а также в коммунах Вейлер-ла-Тур, Гревенмахер и Дикирх. Каркас жилищ состоял из древесных стволов, стены — из покрытой глиной плетёной лозы, а крыши были покрыты тростником или соломой. Неолитическая керамика обнаружена близ Ремершена.
В начале бронзового века население территории Люксембурга было немногочисленным, однако к периоду XIII—VIII веков до н. э. относятся многочисленные находки: останки жилищ, керамика, оружие, украшения, обнаруженные в таких местах, как Носпельт, Дальхайм, Момпах и Ремершен.
В VI—I веках до н. э. территорию Люксембурга населяли галлы, затем она была включена в состав Римской империи (диоцез Галлия).
В V веке на территорию Люксембурга вторглись франки.

### Средневековая история
В конце VII века население территории современного Люксембурга было обращено в христианство благодаря преподобному Виллиброрду, который основал там монастырь бенедиктинцев. В Средние века земля входила попеременно в состав франкского королевства Австразии, затем в Священную Римскую империю, а позже — в Лотарингию; в 963 году она получила независимость в результате обмена стратегическими территориями. Дело в том, что на территории Люксембурга располагался укреплённый замок — Лисилинбург (люкс. Lisilinbuerg — «Маленькая крепость»), положивший начало государству. Во главе этого крохотного владения стоял Зигфрид. Его потомки немного расширили свои территории благодаря войнам, политическим бракам, наследствам и договорам. В 1060 году Конрад был провозглашён первым графом Люксембурга. Его праправнучка стала известной правительницей Эрмезиндой, а её праправнук Генрих VII, в свою очередь, был императором Священной Римской империи с 1308 года. В 1354 году графство Люксембург стало герцогством, но в 1443 году Елизавета фон Гёрлиц, племянница императора Священной Римской империи Сигизмунда, была вынуждена уступить это владение Филиппу III, герцогу Бургундии.
В 1477 году Люксембург перешёл к династии Габсбургов, а в ходе раздела империи Карла V территория оказалась во власти Испании. Когда Нидерланды подняли восстание против Филиппа II, короля Испании, Люксембург сохранял нейтралитет. В результате этого бунта герцогство перешло во владение восставшей стороны. Начало Тридцатилетней войны (1618—1648) прошло достаточно спокойно для Люксембурга, но с вступлением в неё Франции в 1635 году в герцогство пришли настоящая беда и разорение. Кроме того, Вестфальский мир (1648) не принёс спокойствия — это произошло лишь в 1659 году в результате заключения Пиренейского договора. В 1679—1684 годах Людовик XIV планомерно захватывал Люксембург, но уже в 1697 году Франция передала его Испании.

### История XVIII—XIX веков

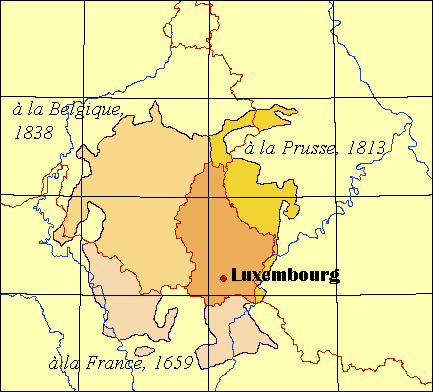
Карта разделов Люксембурга

В годы войны за испанское наследство Люксембург вместе с Бельгией вернулся австрийским Габсбургам. Через шесть лет после начала Французской революции Люксембург снова перешёл Франции, так что государство испытывало на себе все превратности судьбы вместе с французами — Директорию и Наполеона I Бонапарта. Прежняя территория была разделена на три департамента, в которых действовала конституция Директории и соответствующая система управления. Крестьяне Люксембурга попали под действие антицерковных мер французского правительства, а введение военной обязанности в 1798 году привело к восстанию в Люксембурге, которое было жестоко подавлено.
С падением Наполеона I французское владычество в Люксембурге закончилось, его судьба была решена Венским Конгрессом 1815 года: Люксембургу был дарован статус Великого герцогства с Виллемом I (представителем династии Оранских-Нассау, королём Нидерландов) во главе. У Люксембурга сохранялась автономия, а связь с Нидерландами была скорее номинальная — лишь потому, что герцогство считалось личным владением Виллема I. Территория также входила в состав Германского союза, и на её территории был расквартирован прусский гарнизон. Правление Виллема было достаточно жёстким, поскольку он воспринимал население территории как личную собственность и облагал его огромными налогами. Естественно, Люксембург в 1830 году поддержал бельгийское восстание против Виллема, и в октябре того же года было объявлено, что Люксембург — это часть Бельгии, хотя Виллем не отказывался от своих прав на территорию. В 1831 году Франция, Великобритания, Россия, Пруссия и Австрия решили, что Люксембург должен остаться у Виллема I и войти в Германский союз. В 1839 году по Лондонскому договору франкоговорящая западная часть герцогства вошла в состав Бельгии (современная провинция Люксембург Валлонского региона).
В 1842 году Виллем II подписал договор с Пруссией, по которому Люксембург стал участником Таможенного союза. Этот шаг значительно улучшил экономическое и сельскохозяйственное развитие герцогства: была восстановлена инфраструктура, появились железные дороги. В 1841 году Люксембургу была дарована конституция, которая, правда, не соответствовала желаниям населения. Сильно повлияла на автономию французская революция 1848 года, поскольку под её влиянием Виллем даровал более либеральную конституцию, в которую были внесены изменения в 1856 году. С распадом конфедерации в 1866 году Люксембург стал полностью суверенным государством. Официально это произошло 9 сентября 1867 года. Немногим ранее, 29 апреля 1867 года, на международной конференции в Лондоне между Россией, Великобританией, Францией, Пруссией и рядом других государств был подписан договор о статусе Люксембурга. По договору, корона Великого герцогства Люксембург признавалась наследственным владением дома Нассау, а само герцогство определялось «вечно нейтральным» государством.

### История XX века
Со смертью Виллема III в 1890 году Нидерланды остались без наследника мужского пола, так что Великое герцогство перешло Адольфу, бывшему герцогу Нассау, а затем и его сыну Виллему, умершему в 1912 году. Они за годы правления мало интересовались вопросами управления государством, зато Мария-Аделаида, дочь Виллема, развила там бурную деятельность, что не было оценено населением.
В годы Первой мировой войны Люксембург сохранял нейтралитет; правда, в 1914 году Германия его всё же оккупировала, а Мария-Аделаида особо не протестовала. В самом начале 1919 года власть в Люксембурге перешла к республиканскому Комитету общественного спасения, но была возвращена монархии с помощью французского гарнизона. Однако из-за этих событий и по Версальскому миру Мария-Аделаида была вынуждена отдать престол сестре Шарлотте, которая возведена на престол 9 января 1919 года (на престоле до 1964 года). Плебисцит 28 сентября 1919 года показал, что большинство населения «желало видеть Шарлотту на престоле».
В 1940 году Германия второй раз оккупировала Люксембург. Правда, теперь правительство отказалось идти на компромисс с оккупантами, поэтому весь двор был вынужден эмигрировать и жить в изгнании. В герцогстве были установлены «традиционные» нацистские порядки, французский язык был ущемлён. Герцогство в декабре 1941 года вошло в состав нацистской Германии. 12 тыс. человек получили повестки о мобилизации в Вермахт, из них 3 тыс. уклонились от призыва и примерно столько же погибло на Восточном фронте.
В сентябре 1944 года произошло освобождение войсками стран Антигитлеровской коалиции. В том же году Люксембург вошёл в экономический союз с Бельгией и Нидерландами (Бенилюкс). С вступлением в НАТО в 1949 году Великое герцогство Люксембург нарушило свой вековой военный нейтралитет. В 1951 году герцогство вместе с Бельгией, Западной Германией, Нидерландами, Францией и Италией подписало договор об учреждении Европейского объединения угля и стали (ЕОУС), а с 1957 года вместе с теми же пятью государствами подписало Римский договор и учредило Европейское экономическое сообщество, в 1993 году после ратификации Маастрихтского договора ставшее Европейским союзом. В 1964 году на престол Люксембурга взошёл принц Жан. С 26 марта 1995 года Люксембург входит в Шенгенскую зону.
В октябре 2000 года герцог Жан отрёкся от престола, сославшись на преклонный возраст; на престол взошёл его сын Анри. В 2002 году после трёх лет параллельного обращения Люксембург стал членом Еврозоны и окончательно заменил на евро национальную денежную единицу — люксембургский франк.
8 октября 2024 года, как было объявлено великим герцогом Анри в июне, наследный великий герцог Гийом был назначен лейтенантом-представителем (регентом). С этим званием он взял на себя ряд конституционных полномочий своего отца, такие как приведение к присяге послов и подписание указов Великого Герцога. Это традиционно первый шаг в процессе отречения от престола в Люксембурге. Гийом стал шестым регентом в истории великого герцогства.

## Политическая структура

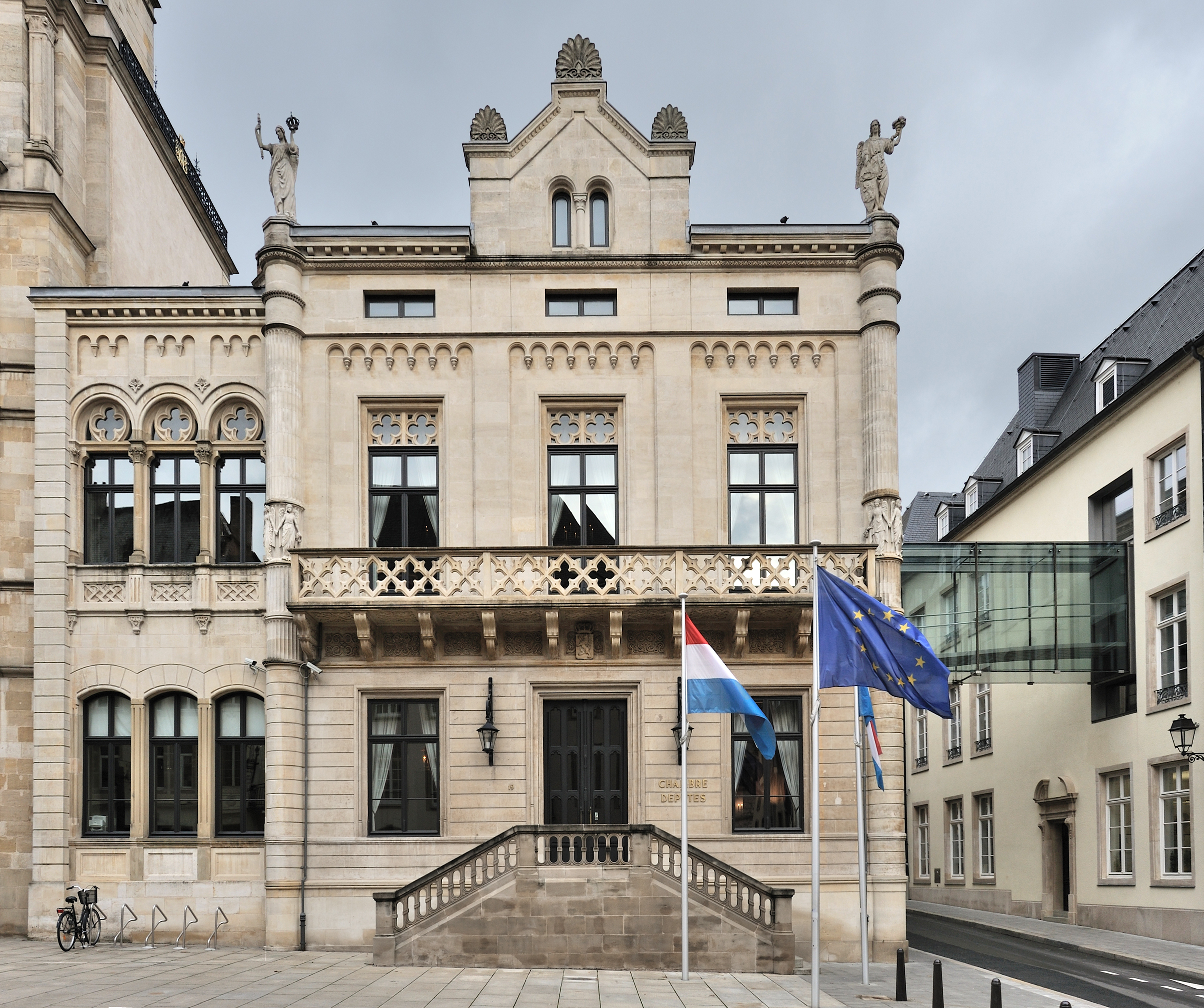
Люксембургский парламент

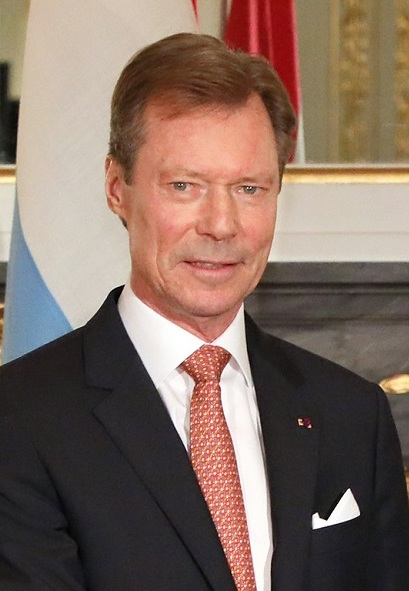
Великий герцог Анри

Глава государства — Великий герцог из династии Пармских Бурбонов. Согласно конституции, он единолично осуществляет исполнительную власть; определяет порядок организации правительства и его состав, утверждает и обнародует законы, назначает на гражданские и военные должности, командует вооружёнными силами, заключает международные договоры и т. д. Фактически вся исполнительная власть принадлежит правительству, назначаемому великим герцогом в составе премьер-министра и министров. Высший орган законодательной власти — палата депутатов, избираемая населением на 5 лет путём всеобщих прямых выборов по системе пропорциональных представительств. Избирательное право предоставляется всем гражданам, достигшим 18 лет, а голосование на законодательных выборах носит обязательный характер.
Управление в округах осуществляется комиссарами, в кантонах — бургомистрами. Органами самоуправления в коммунах являются выборные советы.
Орган конституционного надзора — Конституционный суд; высшая судебная инстанция — Верховный суд, состоящая из Кассационного суда и Апелляционного суда; суды первой инстанции — 2 окружных суда, низшее звено судебной системы — 3 мировых суда, высшая судебная инстанция административной юстиции — административный суд, суды первой инстанции административной юстиции — административный трибунал, высшая судебная инстанция социальной юстиции — высший совет, суды первой инстанции социальной юстиции, высшая судебная инстанция военной юстиции — высший военный суд, суды апелляционной инстанции военной юстиции — апелляционные суды, низшее звено судебной инстанции военной юстиции — военные советы.
Консультативный орган по вопросам права и высший административный суд — назначаемый великим герцогом Государственный совет. Основной правоохранительный орган — Полиция Великого Герцогства Люксембург.

### Политические партии

#### Правоцентристы
- Альтернативная демократическая партия реформ — консервативная,
- Христианско-социальная народная партия — христианско-демократическая.

#### Центристы
- Демократическая партия — либеральная.

#### Левоцентристы
- Люксембургская социалистическая рабочая партия — социалистическая,
- Партия «зелёных» — экологистская.

#### Левые
- Объединение «Левые» — левосоциалистическая / коммунистическая / троцкистская (Революционная социалистическая партия),
- Коммунистическая партия Люксембурга.

### Внешняя политика
В 1921 году Люксембург и Бельгия сформировали Бельгийско-Люксембургский экономический союз (БЛЭС) для создания взаимозаменяемой валюты и общего таможенного режима. После окончания Второй мировой войны Люксембург стал государством — основателем Организации Объединённых Наций и отказался от политики нейтралитета, став государством — основателем НАТО. Люксембург расширил поддержку европейской интеграции, став государством — основателем Бенилюкса и одним из «Внутренней Шестёрки» государств — основателей трёх европейских сообществ: Европейского объединения угля и стали (ЕОУС), Европейского сообщества по атомной энергии (Евратом) и Европейского экономического сообщества (ЕЭС).

## Население
| 1960     | 1961     | 1962     | 1963     | 1964     | 1965     | 1966     | 1967     | 1968     | 1969     | 1970     | 1971     |
| -------- | -------- | -------- | -------- | -------- | -------- | -------- | -------- | -------- | -------- | -------- | -------- |
| 313 970  | ↗316 845 | ↗320 750 | ↗324 100 | ↗327 750 | ↗331 500 | ↗333 895 | ↗334 995 | ↗335 850 | ↗337 500 | ↗339 171 | ↗342 421 |
| 1972     | 1973     | 1974     | 1975     | 1976     | 1977     | 1978     | 1979     | 1980     | 1981     | 1982     | 1983     |
| ↗346 600 | ↗350 450 | ↗355 050 | ↗358 950 | ↗360 731 | ↗361 358 | ↗362 007 | ↗362 856 | ↗364 150 | ↗365 225 | ↗365 525 | ↗365 622 |
| 1984     | 1985     | 1986     | 1987     | 1988     | 1989     | 1990     | 1991     | 1992     | 1993     | 1994     | 1995     |
| ↗365 998 | ↗366 706 | ↗368 355 | ↗370 750 | ↗373 450 | ↗377 100 | ↗381 850 | ↗387 000 | ↗392 175 | ↗397 475 | ↗402 925 | ↗408 625 |
| 1996     | 1997     | 1998     | 1999     | 2000     | 2001     | 2002     | 2003     | 2004     | 2005     | 2006     | 2007     |
| ↗414 225 | ↗419 450 | ↗424 700 | ↗430 475 | ↗436 300 | ↗441 525 | ↗446 175 | ↗451 630 | ↗458 095 | ↗465 158 | ↗472 637 | ↗479 993 |
| 2008     | 2009     | 2010     | 2011     | 2012     | 2013     | 2017     | 2018     | 2019     | 2020     | 2021     | 2022     |
| ↗488 650 | ↗497 783 | ↗506 953 | ↗518 347 | ↗530 946 | ↗543 360 | ↗599 449 | ↗602 000 | ↗613 900 | ↗626 108 | ↗634 730 | ↗645 397 |
| 2023     | 2024     | 2025     |          |          |          |          |          |          |          |          |          |
| ↗660 809 | ↗672 050 | ↗681 987 |          |          |          |          |          |          |          |          |          |

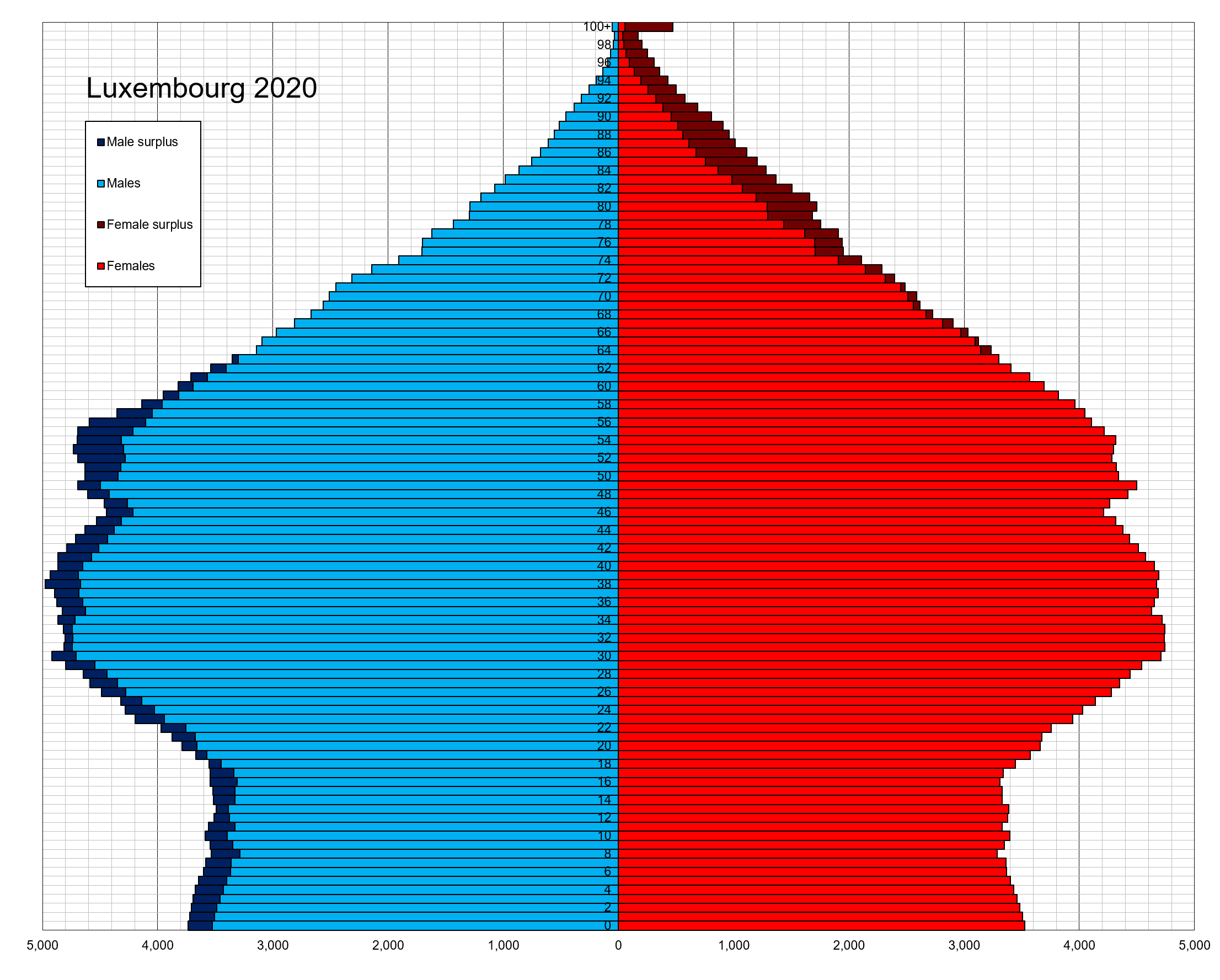
Возрастно-половая пирамида населения Люксембурга на 2020 год

Основное население Люксембурга — люксембуржцы, самоназвание которых — летцебойа. Они живут также в Бельгии, Германии, Франции и США. Общая численность — 602 тыс. человек, в том числе в Люксембурге — 341 тыс. человек. 55,8 % населения страны говорят на люксембургском языке германской группы индоевропейской семьи с письменностью на основе латинского алфавита. Распространены также португальский — 15,7 %, французский (официальный административный, судебный и законодательный язык) — 12,1 %, немецкий (официальный административный и судебный язык) — 3,1 %, итальянский — 2,9 %, английский — 2,1 %, другие — 8,4 % (оценка 2011 года). Большинство верующих — католики, представленные архиепархией Люксембурга; есть протестанты, крупнейшие протестантские организации — Евангелическая церковь Люксембурга и Протестантская реформатская церковь Люксембурга, также есть православные, англиканцы, иудеи, мусульмане и индуисты.
По состоянию на 1 января 2023 года, по данным Lustat, население Люксембурга составляло 660 809 человек, из них 347 402 человека люксембуржцев (52,57 % населения) и 313 407 человек иммигрантов (47,43 % населения); крупнейшими национальными меньшинствами страны являются: португальцы — 92 101 человек (13,94 % населения), французы — 49 104 человека (7,43 % населения), итальянцы — 24 676 человек (3,73 % населения), бельгийцы — 19 205 человек (2,91 % населения), немцы — 12 678 человек (1,92 % населения), испанцы — 9 068 человек (1,37 % населения), румыны — 6 625 человек (1 % населения), украинцы — 5 238 человек (0,79 % населения). По состоянию на 2019 год, по оценкам ООН, в Люксембурге проживало 291 723 иммигранта, или 47,4 % населения страны.

## Экономика
Преимущества: одна из богатейших стран Европы с высочайшим уровнем жизни. В городе Люксембурге располагаются многие организации ЕС. Благодаря выгодным условиям и офшорной зоне в столице размещены около 1000 инвестиционных фондов и более 200 банков — больше, чем в любом другом городе мира. 4 место в мире по уровню доходов населения (в 2010 году — 128 806 $ на человека). 10 % ВВП страны формируется за счёт добычи железной руды, производства стали и чугуна.

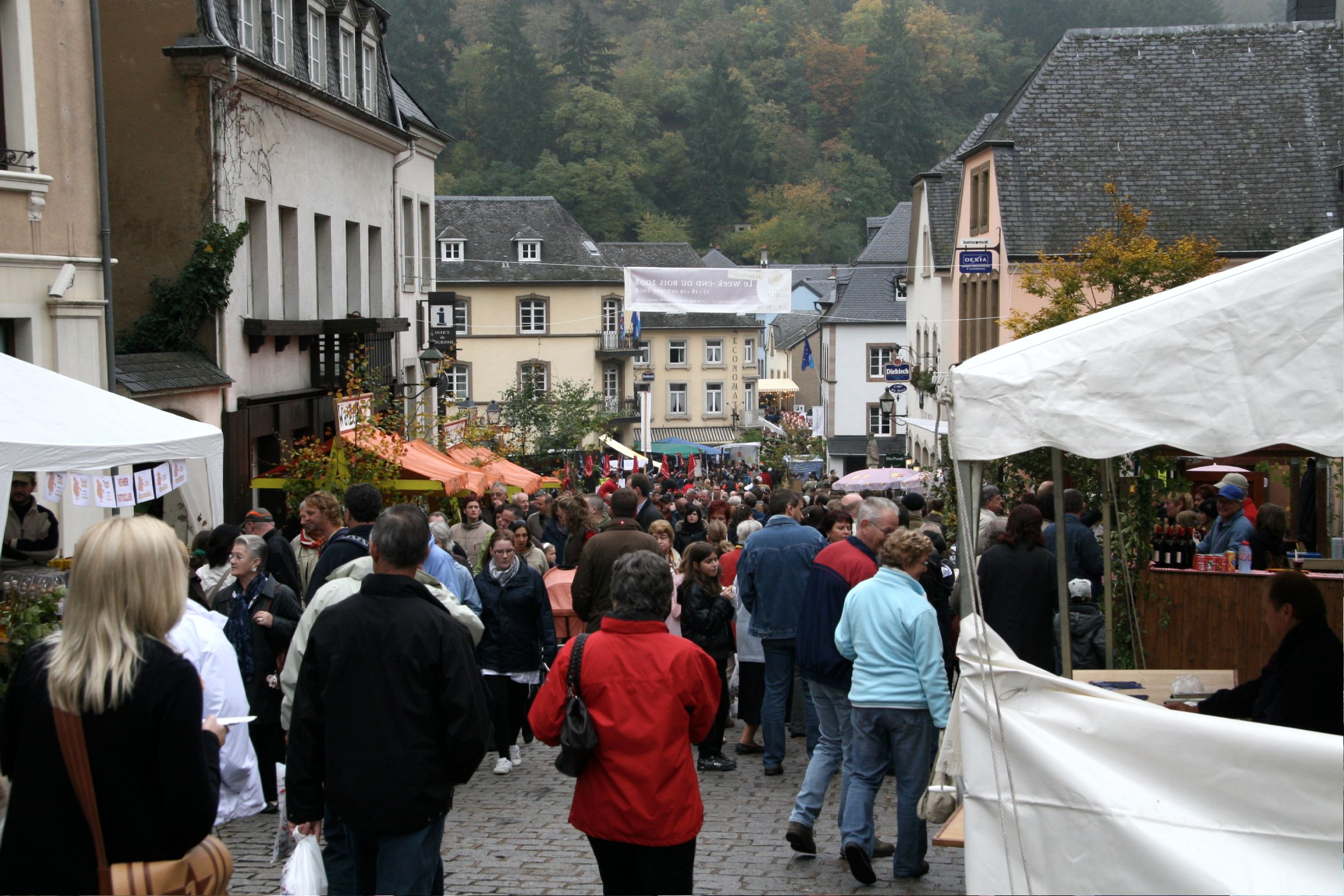
Люксембургская ярмарка

Слабые стороны: огромный внешний долг. Доходы от услуг для международных партнёров составляют 65 % ВВП, что делает страну чувствительной к изменениям в других странах. Страна чувствительна к рецессии — кризис 2008—2011 годов пережила очень тяжело.
Основу экономики, прежде всего, составляет развитая сфера услуг, в том числе в финансовой области.

Люксембург является частью Шенгенской зоны, единого рынка ЕС и еврозоны (темно-синий).

В 1995 валовой внутренний продукт (ВВП) оценивался в 17,1 млрд долларов, или 44 172 доллара в расчёте на душу населения (против 26 556 долларов в Бельгии и 43 233 доллара в Швейцарии). Исходя из паритета покупательной способности, расходы населения Люксембурга составляли в душевом исчислении 16 827 долларов (в США — 17 834 доллара). Годовой рост ВНП в начале 1990-х годов в среднем составлял 5,5 %, что намного выше среднего показателя для стран — членов ЕС.
В экономике Люксембурга важное место занимает банковское дело, уделяется значительное внимание созданию телекоммуникационных сетей и производству аудио- и видеотехники. Выпускаются химические продукты, машины, пластмассы, ткани, стекло, фарфор. Много новых предприятий было создано крупными фирмами США. Для иностранных компаний весьма привлекательным фактором является то, что местные рабочие знают несколько языков.
Почти вся энергия, потребляемая в Люксембурге, импортируется, включая нефть, природный газ, каменный уголь.
Банковское дело и финансовые услуги стали основным видом экономической деятельности, который в 1995 концентрировал 31,9 % ВВП и 9,2 % занятых. Люксембург — один из финансовых центров Европы, и в 1995 здесь находились представительства 220 иностранных банков, которых привлекали принятые в конце 1970-х годов самые благоприятные в ЕС законы о банковской деятельности, гарантирующие сохранение тайны вкладов.
С момента входа в еврозону в Люксембурге обращается евро (ранее обращались люксембургский франк и бельгийский франк, выпускавшиеся Люксембургским монетным институтом, который опекает финансовый сектор). В 1998 году был основан Центральный банк Люксембурга.
В бюджете 1996 доходы составили 159 млрд люксембургских франков, а расходы — 167,2 млрд. На долю косвенных налогов приходилось 42 % всех доходов, на долю прямых — 48 %. Суммарные доходы от налогов составляли 45 % ВВП — самый высокий показатель для стран ЕС.
Внешняя торговля Люксембурга связана с внешней торговлей Бельгии, и Национальный банк Бельгии осуществляет международные операции Люксембурга. Большая часть промышленной продукции идёт на экспорт, причём ⅓ её составляют металлы и готовые изделия. Люксембург полностью импортирует энергоносители для промышленности — каменный уголь и нефть; ввозятся также автомобили, ткани, хлопок, продовольствие и сельскохозяйственные машины. До середины 1970-х годов торговый баланс обычно был положительным, и поступления от экспорта превышали расходы на импорт, но сокращение производства стали существенно изменило баланс. В 1995 стоимость экспорта составила 7,6 млрд долларов, а стоимость импорта — 9,7 млрд. Торговый баланс сводится за счёт больших доходов финансового сектора. Основные внешнеторговые партнёры Люксембурга — страны ЕС. В 2008 году Люксембург был признан богатейшим государством ЕС.
Люксембургский рынок недвижимости — один из самых консервативных в Европе. По данным Global Property Guide, средняя цена квадратного метра в 2008 году составляет 4745 евро. Ставка аренды — около 4 % годовых. В последнее время, как и везде в мире, темп роста цен снижался. Это отражает глобальную экономическую ситуацию. При этом недвижимость всё равно остаётся наиболее доходным рынком по сравнению, например, с рынком акций. Ежегодный номинальный (без учёта инфляции) рост цен в период с 2004 по 2008 год менялся в пределах 5—20 % на квартиры и 0—10 % — на дома.
Качество строительства в Люксембурге следует за высоким уровнем жизни и, как правило, лучше, чем в соседних Франции, Германии и Бельгии. Иностранцы в Люксембурге могут свободно приобретать недвижимость. Единоразовый налог на приобретение дома или квартиры составит 7 % от суммы сделки. В случае приобретения жилья на первичном рынке в цену будет также включён 15 % НДС. Всё оформление сделки осуществляется у нотариуса. Какие-либо варианты мошенничества почти исключены. С 1 января 2019 года минимальный размер оплаты труда в Люксембурге составляет 2071,1 € (брутто), и 1740 € (нетто). Почасовая ставка составляет 11,97 €. По состоянию на 2020 год минимальный размер оплаты труда в Люксембурге (2142 €) — второй самый высокий в мире, действующий на всей территории страны, после австралийского (2180 €).

### Промышленность
Ведётся добыча железной руды, производство железа и чугуна, благодаря нахождению на территории государства крупного месторождения (674 км²) железной руды (относится к обширному Лотарингскому бассейну) у южной границы Люксембурга.

### Сельское хозяйство
При высоком индустриальном развитии в стране продолжают заниматься традиционными отраслями сельского хозяйства — мясо-молочным животноводством, садоводством, а вдоль реки Мозель — виноградарством.

### Налоги
Основными прямыми налогами являются корпоративный подоходный налог; подоходный налог с физического лица; муниципальный налог, взимаемый государством от имени коммун, а также налог на имущество. К косвенным налогам относится НДС.
В Люксембурге также установлены годовой регистрационный налог, регистрационные и гербовые сборы, импортные пошлины и акцизы на топливо, табак, алкоголь. Единственный налог, который взимают муниципалитеты самостоятельно — это земельный налог.
Корпоративный подоходный налог взимается с общего дохода компании, уменьшенного на сумму расходов. Плательщиками этого налога признаются организации, зарегистрированные в Люксембурге или имеющие там основное место управления.
Ставка корпоративного налога состоит из трёх частей. Общая ставка подоходного налога равна 21 процентам. Взнос в фонд безработицы исчисляется в размере 4 процентов от общей ставки, то есть 0,84 % (21 % × 4 %). Ставка муниципального налога устанавливается муниципалитетом. Например, в столице она составляет 6,75 процента. Таким образом, совокупная налоговая ставка корпоративного налога на прибыль налогоплательщика города Люксембурга составит 28,59 % (21 % + 0,84 % + 6,75 %).
Подоходный налог на физическое лицо в Люксембурге взимается с дохода налогоплательщика по прогрессивной шкале. Налогоплательщиком признаётся лицо, проживающее в Люксембурге не менее 6 месяцев в году. Налоговую базу можно уменьшить на сумму различных вычетов, включая отчисления в социальные фонды.

## Пресса
- С 1848 года издаётся немецкоязычная газета «Luxemburger Wort», самая популярная газета Люксембурга.
- В 1913 году была основана немецко- и франкоязычная газета «Tageblatt», вторая по популярности в стране.

## Культура

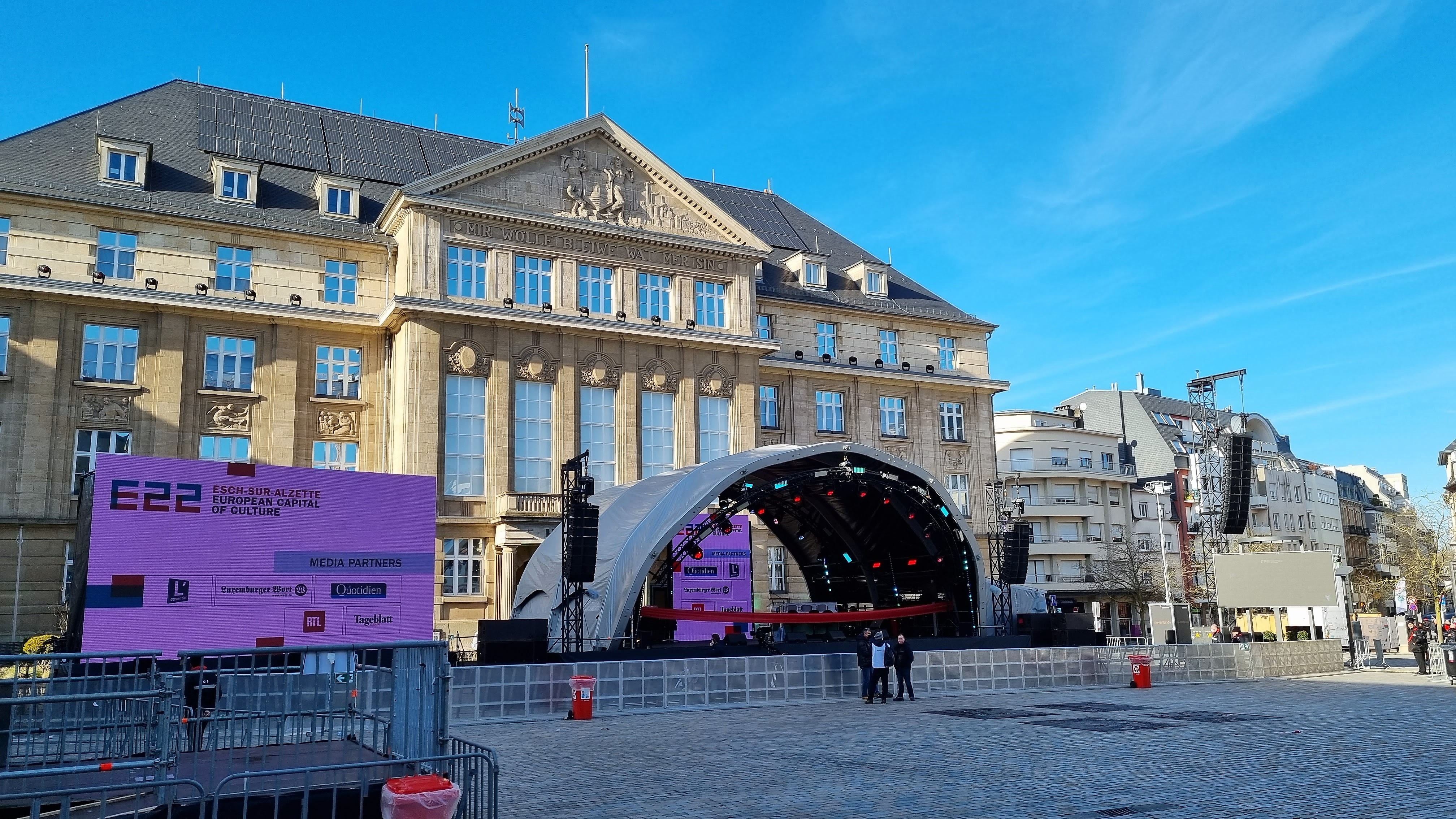
Эш-сюр-Альзетт, Культурная столица Европы 2022

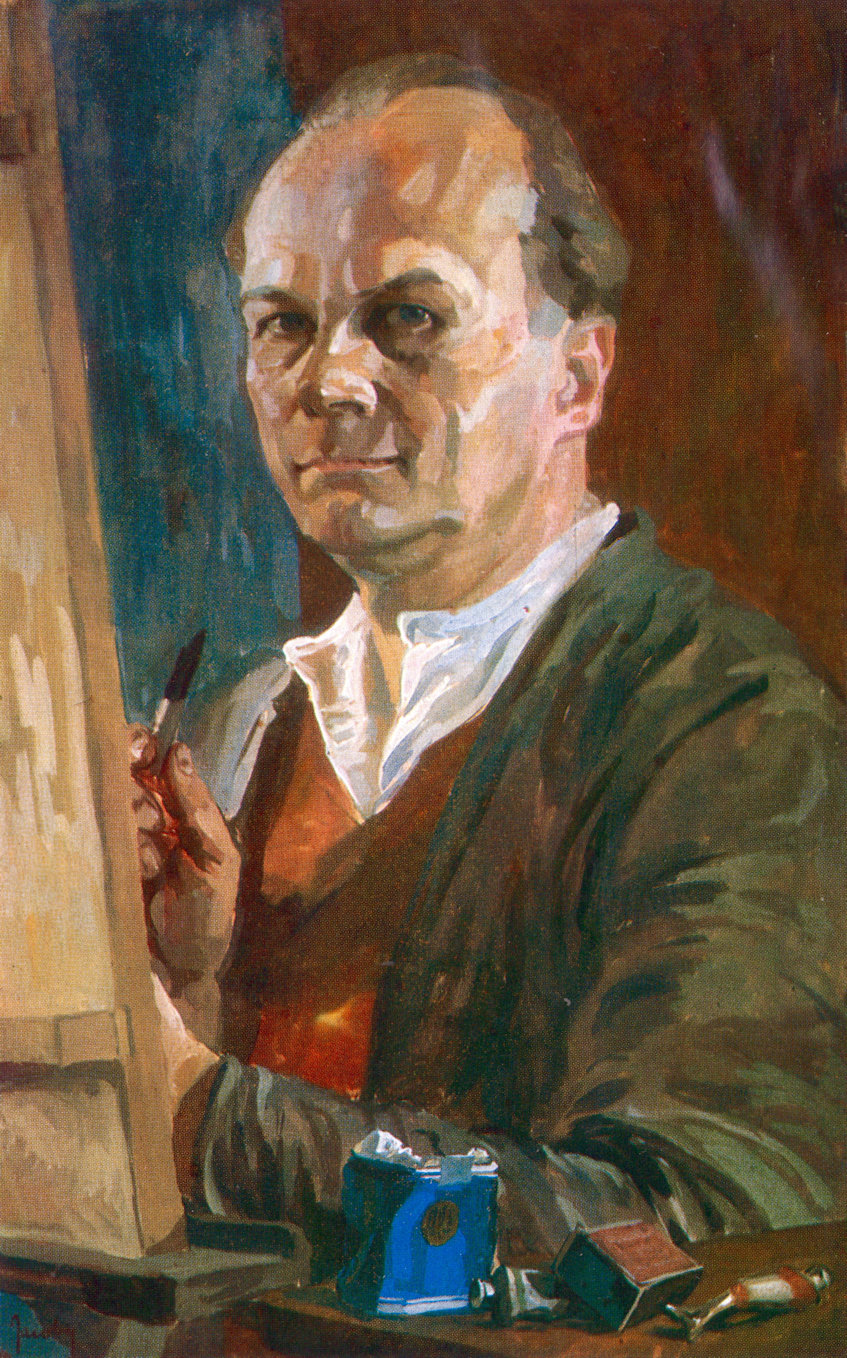
Жан Якоби

В раннесредневековый период главным художественным центром был монастырь в Эхтернахе, где выполнялись прекрасные миниатюры, отражавшие в VIII—X веках ирландские, а на рубеже X и XI веков германские традиции. Исполнялись и резные оклады Евангелий с пластинами из слоновой кости.
В XI веке возводились многочисленные замки (сохранились в руинах), романские капеллы (десятигранная капелла замка Вианден) и базилики (церковь Санкт-Виллибрордус в Эхтернахе, 1017—31) со скульптурным убранством. Готические церкви XIV—XVI веках (в городах Люксембург, Риндшлейден, Сет-Фонтен и др.) отличались обилием скульптуры в интерьерах (табернакли, статуи мадонн и святых, надгробия). Во второй половине XVI века распространился стиль ренессанса (ратуша, ныне герцогский музей, в Люксембурге, 1563), а в XVII веке — барокко (собор в Люксембурге, 1613—21). Возводились укреплённые резиденции знати (замки Витранж, Анзембург и др.). В XVIII веке переживало расцвет декоративно-прикладное искусство (производство мебели, изделий из металла, фаянса). В архитектуре XIX века классицизм уступил место эклектизму.
Интенсивный рост промышленности вызвал в конце XIX — начале XX века обширное индустриальное и жилищное строительство (рабочие посёлки в Эше, Дюделанже и др.).
Изобразительное искусство XIX веке развивалось под французским воздействием (портреты Ж. Б. Фрезе, романтические пейзажи М. Кирша). После Первой мировой войны проявилось влияние немецкого экспрессионизма, затем — французского фовизма. Чертами острого гротеска, сочностью гаммы, сочувствием к обездоленным отмечена живопись Ж. Куттера. В произведениях современных художников (В. Кесселер, Ж. Пробст, М. Хофман и др.) ощутимы влияния А. Матисса, П. Пикассо, Ф. Леже и других французских мастеров.
На Олимпийских конкурсах искусств художник из Люксембурга Жан Якоби дважды был награждён золотой медалью — в 1924 году в Париже и в 1928 году в Амстердаме.

## Достопримечательности
- Маленькая Швейцария (или Люксембургская Швейцария) — гористый район к северо-западу от городка Эхтернах. Рядом находятся развалины замка Бофор.
- Геотермальные источники в Мондорфе
- Национальный парк Верхняя Сюр